# パスティーシュ
パスティーシュ（仏: pastiche）は、作風の模倣のこと。音楽・美術・文学などにおいて、先行する作品の要素を模倣したり、寄せ集め、混成すること。パスティシュとも表記する。イタリア語ではパスティッチョ（pasticcio＝「（食品の）パイ」「こね混ぜたもの」）、パスタも同じ語源。
先駆者に影響を受けて文体や雰囲気などの作風が似ること（例：「宝塚風の舞台」）。故意に似せた技法を「文体模写」と訳す（例：奥泉光『「吾輩は猫である」殺人事件』）。先行作品の登場人物を流用して物語を構成する作品もある（例：江戸川乱歩『黄金仮面』）。
また、広い意味でのパロディもパスティーシュと呼ばれる。
パブリックドメインの小説や昔話などのパスティーシュ小説を一般公募する文学賞として、Book Shorts（ブックショート）が2014年から始まった。